# Arsen Dzjoelfalakjan
Arsen Dzjoelfalakjan (Armeens: Արսեն Ջուլֆալակյան, Engelse transliteratie: Julfalakyan) (Leninakan, 8 mei 1987) is een Armeens Grieks-Romeins worstelaar, actief in de klasse tot 74 kg. Hij nam tweemaal deel aan de Olympische Zomerspelen en behaalde hierbij één zilveren medaille.

## Carrière
In 2009 behaalde Dzjoelfalakjan een eerste internationale titel: In Vilnius werd hij Europees kampioen in de gewichtsklasse tot 74 kg. Eén jaar later verloor hij de finale van het WK tegen Selçuk Çebi. 
Op de Olympische Spelen in Londen in 2012 behaalde Dzjoelfalakjan een zilveren medaille in de categorie tot 74 kg. Na winst tegen Danijar Kobonov, Aleksandr Kikinjov en Emin Achmadov verloor hij in de finale van de Rus Roman Vlasov. Hij was Armeens vlaggendrager tijdens de slotceremonie. In 2014 werd Dzjoelfalakjan wereldkampioen in de klasse tot 75 kg. In 2016 kwalificeerde hij zich een derde keer voor de Olympische Zomerspelen, maar hij werd uitgeschakeld in de eerste ronde.

## Palmares

### Klasse tot 74 kg
- 2007: 5e EK
- 2007: 21e WK
- 2008: 10e OS
- 2009:  EK
- 2009: 15e WK
- 2010:  WK
- 2011:  WK
- 2011: 5e EK
- 2012:  EK
- 2012:  OS
- 2013:  WK

### Klasse tot 75 kg
- 2014:  EK
- 2014:  WK
- 2015: 9e WK
- 2016: 13e OS

### Klasse tot 77 kg
- 2019:  EK